# Jamkhed
Jamkhed es una ciudad censal situada en el distrito de Ahmednagar en el estado de Maharashtra (India). Su población es de 34017 habitantes (2011). 

## Demografía
Según el censo de 2011 la población de Jamkhed era de 34017 habitantes, de los cuales 17397eran hombres y 16620 eran mujeres. Jamkhed tiene una tasa media de alfabetización del 83,12%, superior a la media estatal del 82,34%: la alfabetización masculina es del 89,43%, y la alfabetización femenina del 76,63%.